# Randy Jones (Bobfahrer)
Randal „Randy“ Jones (* 24. Juni 1969 in Winston-Salem) ist ein ehemaliger US-amerikanischer Bobfahrer.

## Karriere
Randy Jones war als Leichtathlet und American-Football-Spieler an der Duke University aktiv. Nachdem er dort 1991 sein Studium im Maschinenbau abgeschlossen hatte, wechselte er als Anschieber zum Bobsport. In der Saison 1992/93 konnte er zusammen mit Joe Sawyer, Karlos Kirby und Pilot Brian Shimer direkt das 1. Weltcup-Rennen der Saison in Calgary gewinnen. Es folgten WM-Bronze 1993 und 1997 im Viererbob sowie die Teilnahme an den Olympischen Winterspielen 1994 in Lillehammer. Nach dem Rücktritt von Shimer wechselte Jones in den Bob von Todd Hays. Bei den Olympischen Winterspielen 1998 in Nagano belegten sie zusammen mit Chip Minton und Garrett Hines den fünften Platz im Viererbob-Wettkampf. Dabei verpasste der US-amerikanische Bob um zwei hundertstel Sekunden die Bronzemedaille. Bei den Olympischen Winterspielen 2002 in Salt Lake City hingegen konnten Hays, Jones, Hines und Bill Schuffenhauer sich im Viererbob-Wettkampf die Silbermedaille sichern. Ein Jahr später gewann die Crew Silber bei der Weltmeisterschaft in Lake Placid. Mit dem Ende der Weltcupsaison 2005/06 beendete er seine Karriere. 
Anschließend gehörte er dem United States Olympic & Paralympic Committee an.

## Familie
Jones ist mit Cheri Alou verheiratet und Vater der Zwillinge Roman und Marissa.